# Claudio Bonacina
Claudio Bonacina, né le 24 février 1950 à Chignolo d'Isola en Lombardie, est un coureur cycliste italien, professionnel de 1973 à 1975.

## Palmarès
- 1971
  - 2e du Gran Premio Grosio

## Résultats sur les grands tours

### Tour d'Italie
3 participations
- 1973 : 100e
- 1974 : abandon (22e étape)
- 1975 : abandon (7ea étape)